# Bahnhof Gau Odernheim
Der Bahnhof Gau Odernheim war ein Trennungsbahnhof in Gau-Odernheim, an dem die Bahnstrecke Gau Odernheim–Osthofen von der Bahnstrecke Bodenheim–Alzey abzweigte.

## Geschichte

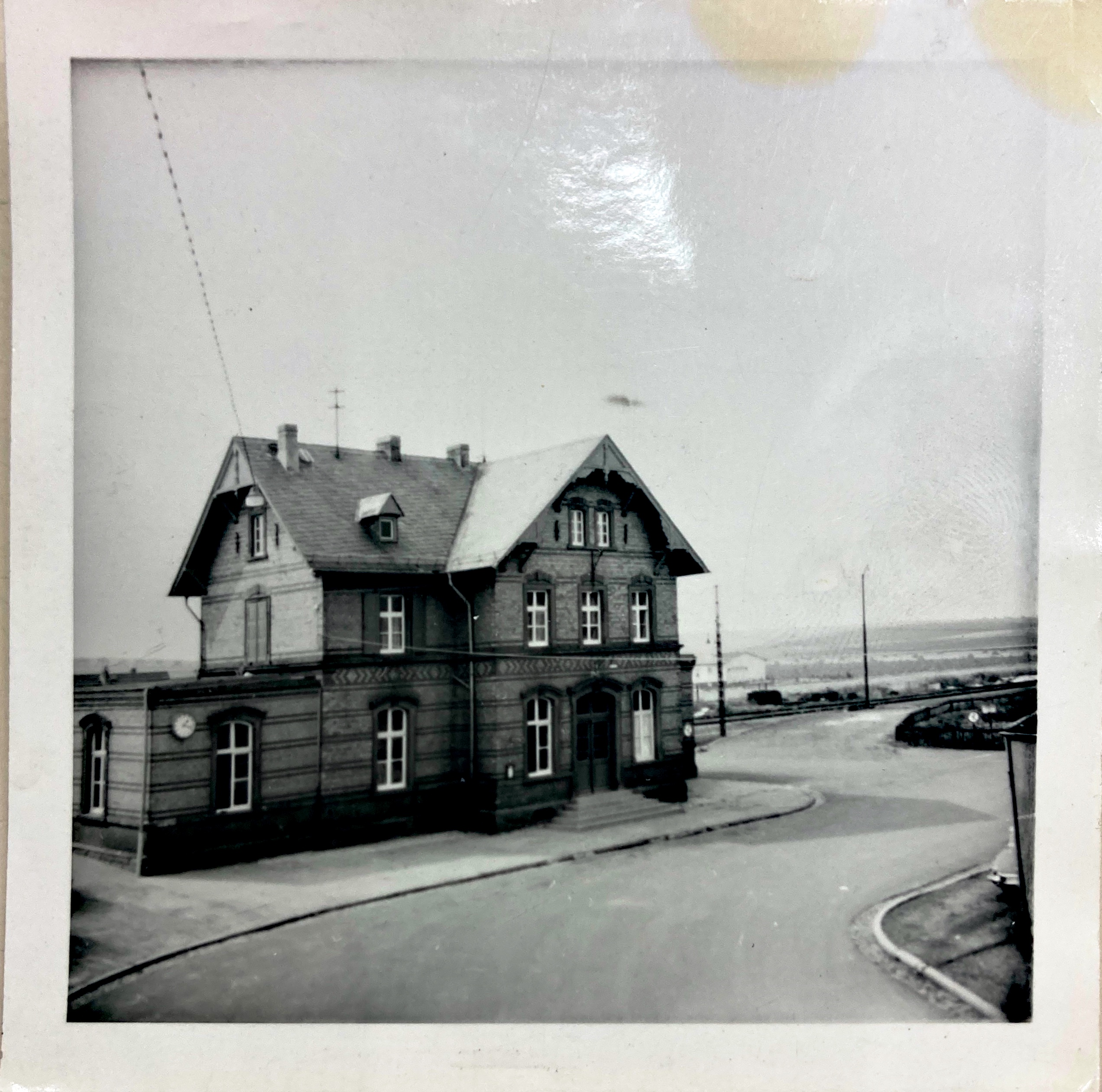
Der Bahnhof Gau-Odernheim im Jahr 1905

Mit der Aufnahme des Verkehrs auf dem Streckenabschnitt von Alzey nach Undenheim 1896 wurde der Bahnhof in Gau-Odernheim als Durchgangsbahnhof eingeweiht. 1897 folgte die von Gau-Odernheim ausgehende Zweigstrecke nach Osthofen. In den Anfangsjahren war der Bahnhof mit einem Stationsvorsteher besetzt, außerdem war in Gau-Odernheim das Zugpersonal (Lokomotivführer, Heizer und Schaffner) stationiert, da die Züge von hier aus abgingen. Dafür gab es gegenüber dem Bahnhofsgebäude ein weiteres Wohngebäude, die so genannte Bahnmeisterei, ein um 1896 errichteter größerer gründerzeitlicher Klinkerbau mit Krüppelwalmdach und zugehöriger Kastanienallee mit Gartengelände. Dieses Gebäude steht ebenfalls unter Denkmalschutz.
1927 wurde der zugehörige Lokomotiv-Bahnhof aufgegeben. Nach der Einstellung des Personenverkehrs auf der Strecke nach Osthofen 1974 und auf der Strecke Alzey–Bodenheim am 31. Mai 1985 verlor der Bahnhof seine Funktion. Nach der Einstellung des Güterverkehrs 1995 wurden die Gleisanlagen beider Strecken bis 1998 rückgebaut. Das Empfangsgebäude des Bahnhofs und die Flächen der ehemaligen Gleisanlagen wurden verkauft und teilweise überbaut. Im Gebäude befinden sich seit 1994 eine Bücherwerkstatt sowie Wohnungen.

## Gebäude

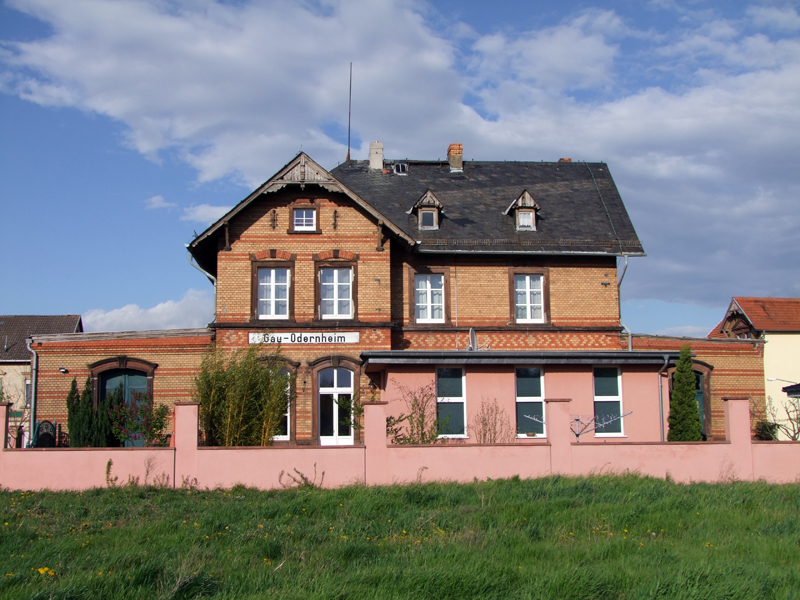
Bahnhof in Gau-Odernheim (ehemalige Gleisseite)

Alle Empfangsgebäude auf den Unterwegsbahnhöfen der beiden Strecken wurden als Typenbau nach demselben Entwurf erbaut und unterscheiden sich hauptsächlich in der Lage des Güterschuppen, der entweder angebaut oder separat ausgeführt wurde. Das Empfangsgebäude in Gau-Odernheim ist ein zweiteiliger spätgründerzeitlicher Klinkerbau aus der Eröffnungszeit der Bahnstrecken mit abgesetztem Güterschuppen. Im Erdgeschoss befanden sich die Diensträume und im ersten Stock die Wohnung des Bahnbediensteten. An das Erdgeschoss des Hauptgebäudes wurde später auf der Bahnsteigseite ein Anbau für das Stellwerk angefügt. Das Empfangsgebäude steht unter Denkmalschutz.
Die weiteren Nebengebäude des Bahnhofs, wie beispielsweise Güterschuppen, Laderampe und Toilettenhäuschen, sind nicht erhalten.